# Siège de Louisbourg (1758)
Pour les articles homonymes, voir Siège de Louisbourg.
Guerre de Sept Ans
Guerre de la Conquête
Batailles
- Minorque (navale) (1756)
- Pirna (1756)
- Lobositz (1756)
- Reichenberg (1757)
- Prague (1757)
- Kolin (1757)
- Hastenbeck (1757)
- Gross-Jägersdorf (1757)
- Moys (1757)
- Rochefort (1757)
- Rossbach (1757)
- Breslau (1757)
- Leuthen (1757)
- Carthagène (navale) (1758)
- Olomouc (1758)
- Saint-Malo (1758)
- Rheinberg (1758)
- Krefeld (1758)
- Domstadl (1758)
- Cherbourg (1758)
- Zorndorf (1758)
- Saint-Cast (1758)
- Tornow (1758)
- Lutzelberg (1758)
- Hochkirch (1758)
- Bergen (1759)
- Kay (1759)
- Minden (1759)
- Kunersdorf (1759)
- Neuwarp (navale) (1759)
- Hoyerswerda (1759)
- Baie de Quiberon (navale) (1759)
- Maxen (1759)
- Meissen (1759)
- Glatz (1760)
- Landshut (1760)
- Corbach (1760)
- Emsdorf (1760)
- Dresde (1760)
- Warburg (1760)
- Liegnitz (1760)
- Rhadern (1760)
- Berlin (1760)
- Kloster Kampen (1760)
- Torgau (1760)
- Belle-Île (1761)
- Langensalza (1761)
- Cassel (1761)
- Grünberg (1761)
- Villinghausen (1761)
- Ölper (1761)
- Kolberg (1761)
- Wilhelmsthal (1762)
- Burkersdorf (1762)
- Lutterberg (1762)
- Reichenbach (1762)
- Almeida (1762)
- Valencia de Alcántara (1762)
- Nauheim (1762)
- Vila Velha de Ródão (1762)
- Cassel (1762)
- Freiberg (1762)

- Jumonville Glen (1754)
- Fort Necessity (1754)
- Fort Beauséjour (1755)
- 8 juin 1755
- Monongahela (1755)
- Petitcoudiac (1755)
- Lac George (1755)
- Fort Bull (1756)
- Fort Oswego (1756)
- Kittanning (1756)
- En raquettes (1757)
- Pointe du Jour du Sabbat (1757)
- Fort William Henry (1757)
- German Flatts (1757)
- Lac Saint-Sacrement (1758)
- Louisbourg (1758)
- Le Cran (1758)
- Fort Carillon (1758)
- Fort Frontenac (1758)
- Fort Duquesne (1758)
- Fort Ligonier (1758)
- Québec (1759)
- Fort Niagara (1759)
- Beauport (1759)
- Plaines d'Abraham (1759)
- Sainte-Foy (1760)
- Neuville (1760)
- Ristigouche (navale) (1760)
- Mille-Îles (1760)
- Signal Hill (1762)

- Cap-Français (1757)
- Martinique (1759)
- Guadeloupe (1759)
- Dominique (1761)
- Martinique (1762)
- Cuba (1762)

- Chandernagor (1757)
- Plassey (1757)
- Gondelour (1758)
- Négapatam (navale) (1758)
- Condore (1758)
- Madras (1758)
- Pondichéry (navale) (1759)
- Masulipatam (1759)
- Chinsurah (1758)
- Wandiwash (1760)
- Pondichéry (1760-1761)
- Manille (1762)

- Saint-Louis (1758)
- Gorée (1758)
- Gambie

Le siège de Louisbourg est un épisode de la guerre de Sept Ans et de la guerre de la Conquête au cours duquel les forces anglaises assiègent l'établissement français de Louisbourg, sur l'île Royale en Nouvelle-France. Le siège se déroule entre le 8 juin et 26 juillet 1758. Il mobilise des moyens considérables dans les deux camps et s'achève par la reddition de la place avec la capture de la garnison. C'est la première défaite importante de la France en Amérique du Nord lors de ce conflit.

## Historique de la forteresse de Louisbourg
La forteresse de Louisbourg est située sur l'île du Cap-Breton à l'entrée du golfe du Saint-Laurent. Elle a été construite en 1713 par la Couronne française afin d'imposer ses droits sur les bancs de pêche de Terre-Neuve. Par la suite, elle acquiert une grande importance militaire en permettant la maîtrise de l'entrée du golfe et donc l'accès à la Nouvelle-France. Elle fut capturée lors de la guerre de Succession d'Autriche en 1745 par une attaque montée depuis la Nouvelle-Angleterre, mais rendue à la France en 1748 contre la ville de Madras en Inde, dont les Français s'étaient emparés en 1746.
Lors de l'éclatement de la guerre de Sept Ans en 1755, elle constitue alors une cible privilégiée pour la Grande-Bretagne dont le but est de se rendre maîtresse de toutes les possessions française d'Amérique du Nord. Pour les Anglais, la prise de Louisbourg, qui verrouille l'entrée maritime du Canada, est essentielle. On en est parfaitement conscient côté français et on s'active pour mettre la place en défense : des renforts arrivent en 1756, et au début 1757 Québec et Louisbourg sont ravitaillés alors que Londres prépare une attaque massive : une escadre de 17 vaisseaux, 16 frégates et 15 000 soldats arrive dans le port voisin d'Halifax. Mais l'effort français est tout aussi conséquent : Dubois de La Motte regroupe trois divisions arrivées séparément dans le port, celle de Joseph-François de Noble du Revest ainsi que celle de Joseph de Bauffremont, soit un total de 18 vaisseaux, 5 frégates et 11 000 hommes. Cette concentration de force et un manque d'organisation dissuade les Anglais d'attaquer. Les chefs français ne tentent rien non plus contre Halifax car les équipages sont minés par une grave épidémie. Le 24 septembre, une tempête qui coule un vaisseau anglais et en laisse dix désemparés achève de faire avorter la campagne. En octobre, les deux flottes regagnent l'Europe.

## La composition de la garnison
La plupart des soldats faisaient partie des Compagnies franches de la marine. Dans les années 1740, on comptait huit compagnies franches de 70 hommes chacune, mais il y avait d'autres détachements ailleurs dans l'île, notamment à Port-Dauphin et à Port-Toulouse. Après 1750, il y aura 24 compagnies dans la ville de 50 hommes chacune.
À partir de 1755, Louisbourg reçut le 2e bataillon du régiment de Bourgogne de 520 hommes ainsi que le 2e bataillon du régiment d'Artois également de 520 hommes. En mars 1758, le 2e bataillon du régiment des Volontaires étrangers de 660 hommes vint s'ajouter à la garnison. Finalement, juste avant le siège, le 2e bataillon du régiment de Cambis de 650 hommes dut débarquer à Port-Dauphin et rejoindre la forteresse à pied puisque la marine britannique bloquait déjà de port de Louisbourg. En 1758, la garnison comptait presque 3 500 militaires, car leur nombre avait augmenté de manière appréciable cette année-là.

## Le siège et la chute de Louisbourg
En 1758, les Anglais repartent à l'assaut avec encore plus de moyens. Le 2 juin, une flotte de vingt-deux vaisseaux, quinze frégates et cent-vingt bâtiments de charge sous les ordres de l'admiral Edward Boscawen arrive au large de l'île du Cap-Breton avec à son bord 14 000 hommes de troupe. Côté français, la Marine royale, qui lutte avec deux fois moins de navires que la Navy (soixante vaisseaux et trente frégates contre cent-vingt vaisseaux et soixante-quinze frégates) n'est plus capable de renouveler un tel effort, d'autant qu'en 1758 le port de Brest est ravagé par une terrible épidémie de typhus qui désorganise totalement les armements bretons. La marine anglaise, avec ses effectifs supérieurs, bloque aussi la côte atlantique : sur les cinq divisions qui sortent de Brest en 1758, quatre sont refoulées. L'escadre de La Clue-Sabran part de la région de Toulon mais essuie une tempête le 30 novembre 1757; il se réfugie donc dans le port neutre de Carthagène (Espagne). La Clue est informé de l'arrivée d'une flotte de dix vaisseaux anglais sous les ordres de l'amiral Osborn, renforcée par quatre bâtiments venus de Livourne et du Levant. Au début de 1758 ; La Clue décide de rester dans le port devant l'inégalité des forces. Trois vaisseaux français étaient partis de Toulon en renfort, sous les ordres de Duquesne de Menneville, ces derniers allaient rejoindre l'escadre de La Clue ; Osborn décide d'attaquer les vaisseaux français, ce qui déclenche la bataille de Carthagène ; ce qui empêche les renforts français d'atteindre Louisbourg. Seule passe celle de Du Chaffault, chargée d'ailleurs de troupes pour le Canada et Louisbourg. Mais ce modeste renfort est loin des efforts consentis par Londres pour attaquer la place. Les quelques vaisseaux et frégates français présents — dont certains sont armés en flûte — ne sont pas en mesure de repousser les forces de Boscawen et se replient dans le port.
Le mauvais temps et la défense active des Français retardent néanmoins le débarquement anglais. Mais, le 8 juin, Wolfe arrive à débarquer ses hommes à l'anse de la Cormorandière. Par la suite, les troupes françaises retraitent dans Louisbourg et, le 12 juin, les Anglais commencent à prendre possession des retranchements français hors de la forteresse. Le 19 juin, le bombardement de Louisbourg commence. Ce n'est pas une opération facile pour les Anglais car la forteresse est solidement défendue et les canons français répliquent vigoureusement. Le 26 juin, Green Hill est prise et donne aux Anglais une bonne position pour installer des batteries, commandées par George Williamson, surplombant Louisbourg. La construction de ces batteries est très difficile car, en plus du feu des canons de la forteresse, les navires français de Beaussier de l'Isle bombardent les pionniers anglais. 
Le 9 juillet, les Français tentent une sortie mais sans succès. Avec le resserrement du siège, les bâtiments français sont maintenant pris au piège. Une frégate tente de profiter de la brume pour faire voile sur Québec, mais les vigies anglaises la repèrent. Deux frégates de la Navy la prennent en chasse, la rattrapent et la capturent. Cinq petites unités militaires (un vaisseau de 56 canons, quatre frégates) et un navire civil sont coulés les 28 et 29 juin dans la passe qui relie le port à l'océan pour tenter d'en bloquer l'accès aux assaillants. Ne restent que les cinq unités les plus puissantes : deux 74 canons et trois 64 canons immobilisés sous les murs de la ville et qui finissent par se retrouver à portée de tir des Anglais. Le 21 juillet, une bombe tombe sur le Célèbre (64) et provoque un incendie. Les quelques hommes présents à bord ne peuvent le sauver. Une explosion s'ensuit et le navire part à la dérive. Le vent souffle les flammes dans les voiles de l’Entreprenant (74) et du Capricieux (64). Les Anglais concentrent leur feu sur les trois bâtiments pour empêcher les équipages de venir à bout des incendies. À la nuit tombante, les navires embrasés illuminent la ville, les tranchées, le port et les montagnes environnantes. Au matin de 22 juillet, les trois vaisseaux ne sont plus que des épaves. Un unique vaisseau français, le Formidable de 80 canons, arrive en renfort mais doit faire demi-tour devant la supériorité des forces anglaises. Une frégate corsaire de 30 canons, l’Aréthuse, menée par Vauquelin, un habile capitaine, réussit à passer. Elle participe activement à la défense de la place avant de forcer une nouvelle fois le blocus pour rentrer sur Bayonne demander de l’aide, mais il est trop tard.
La pression des Anglais se fait plus forte. Le 25 juillet, un raid nocturne mené en chaloupe s'en prend aux deux derniers vaisseaux, le Prudent (74) et le Bienfaisant (64). Le premier est incendié et le deuxième capturé, achevant ainsi la destruction complète des forces navales françaises. La rupture des communications avec la France et l'absence de toute perspective de secours pèsent lourdement sur le moral des assiégés, d'autant que les assaillants ont ouvert les premières brèches dans la forteresse. Seule l'arrivée de l'hiver, toujours précoce en cette région, pourrait obliger les Anglais à lever le siège. Mais le mois d'août n'est même pas entamé et il semble illusoire d'espérer pouvoir tenir jusqu'aux premiers flocons de fin septembre. Le commandant français, le chevalier de Drucourt, n'a pas d'autre choix que d'entamer des négociations de capitulation. Les termes voulus par les Anglais sont très durs, n'accordant pas les honneurs de la guerre aux troupes françaises. Celles-ci sont tout près de refuser et de se battre jusqu'au bout, mais l'intervention du commissaire-ordonnateur Prévost met en avant les risques pour les civils. Drucourt accepte finalement les termes et, le matin du 27 juillet, les portes sont ouvertes et la garnison se rend (sauf le régiment de Cambis qui, outré par les termes de la reddition, décide de briser ses mousquets et brûler ses couleurs plutôt que de les livrer aux Anglais).

## Une chute qui annonce celle du Canada et de la Nouvelle-France
La perte de Louisbourg offre une base d'attaque idéale vers la ville de Québec en remontant par le fleuve Saint-Laurent. Mais la saison étant déjà bien avancée, les Anglais décident d'attendre l'année suivante. La fin de l'année est consacrée à l'affermissement de la mainmise anglaise sur l'embouchure du Saint-Laurent (plusieurs établissements de pêcheurs de Gaspésie sont rasés et les prisonniers déportés).
La forteresse en elle-même sort en piteux état de ce siège. Malgré cela, elle représente toujours une menace pour les Anglais au cas où elle serait reprise par les Français ou rendue après un traité de paix (comme ce fut le cas en 1748). Ils décident donc de raser la forteresse. Cette démolition ne sera complète qu'après beaucoup de travail, en janvier 1761. La plupart des pierres seront transportées à Boston pour la construction du quartier Louisbourg et d'autre quartiers. Les constructions de Louisbourg avaient coûté environ 30 millions de livres françaises au Trésor royal. La chute de Louisbourg annonce la chute progressive du Canada et plus largement de la Nouvelle-France.

## Dans la culture populaire
- Cette bataille figure parmi l'une des missions dans le jeu vidéo Assassin's Creed: Rogue, sorti le 11 novembre 2014.

## Forces Terrestres

### Grande-Bretagne
L'armée britannique était commandée par le Général Jeffery Amherst (environ 11000 réguliers et 200 rangers américains (coloniaux),:
- 3 compagnies de Rogers' Rangers
- Rangers de Goreham (1 compagnie) par Colonie de Massachusetts
- Louisbourg Grenadiers (compris, grenaiders au 22e, 45e, et 40e régiments)
- Commandamanet de Artillery et Pioneers[12]
  - Captaine Ord's Compagnie de Royal Artillery
  - 11 mineurs
  - 11 ingénieurs
  - 100 charpentiers
  - Train Royal d'Artillerie (324 hommes)
- Brigadier Whitmore's Brigade, commandament au Brigadier General Edward Whitmore
  - 1er Bataillon du 1er (Royal) Régiment à Pied
  - 22e Régiment à Pied
  - 40e Régiment à Pied
  - 48e Régiment à Pied
  - 3er Bataillon du 60e (Royale Américain) Régiment à Pied
- Brigadier Wolfe's Brigade, commandament au Brigadier General James Wolfe
  - 17e Régiment à Pied
  - 35e Régiment à Pied
  - 47e Régiment à Pied
  - 2e Bataillon du 60e (Royale Américain) Régiment à Pied
- Brigadier Lawrence's Brigade, commandament au Brigadier General Charles Lawrence
  - 15e Régiment à Pied
  - 28e Régiment à Pied
  - 45e Régiment à Pied
  - 58e Régiment à Pied
  - Fraser's Highlanders

### France
La forteresse était commandée par Augustin de Boschenry, Chevalier de Drucour. La garnison était composée des,:
- 2e Bataillon du Régiment d'Artois (520 hommes)
- 2e Bataillon du Régiment de Bourgogne (520 hommes)
- 2e Bataillon du Régiment de Cambis (650 hommes), arrivé avant siège, en Port-Dauphin et marche à Louisbourg
- 2e Bataillon du Régiment des Volontaires Étrangers
- 1,000 Compagnies Détachées (Compagnies franches de la marine)
- 120 artilleurs des Bombardiers de la Marine
- 700 "Burgher milice"
- Un groupe d'Amérindiens Mi'kmaq
- Les équipages de la Flotte française restés dans le port

## Annexes

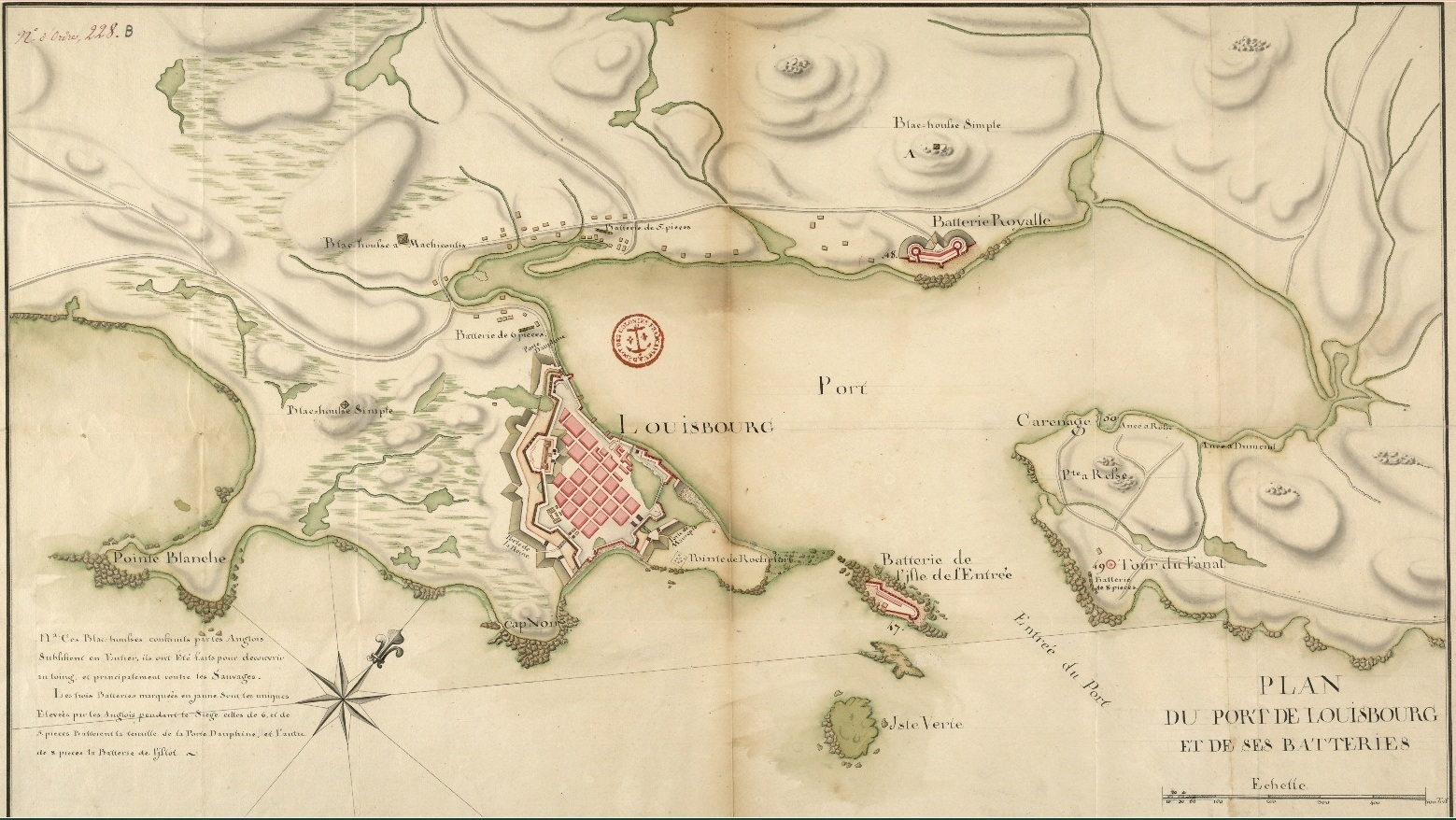
Plan de Louisbourg et de ses défenses en 1751. Louisbourg, prise une première fois en 1745, a été rendue à la France en 1748.
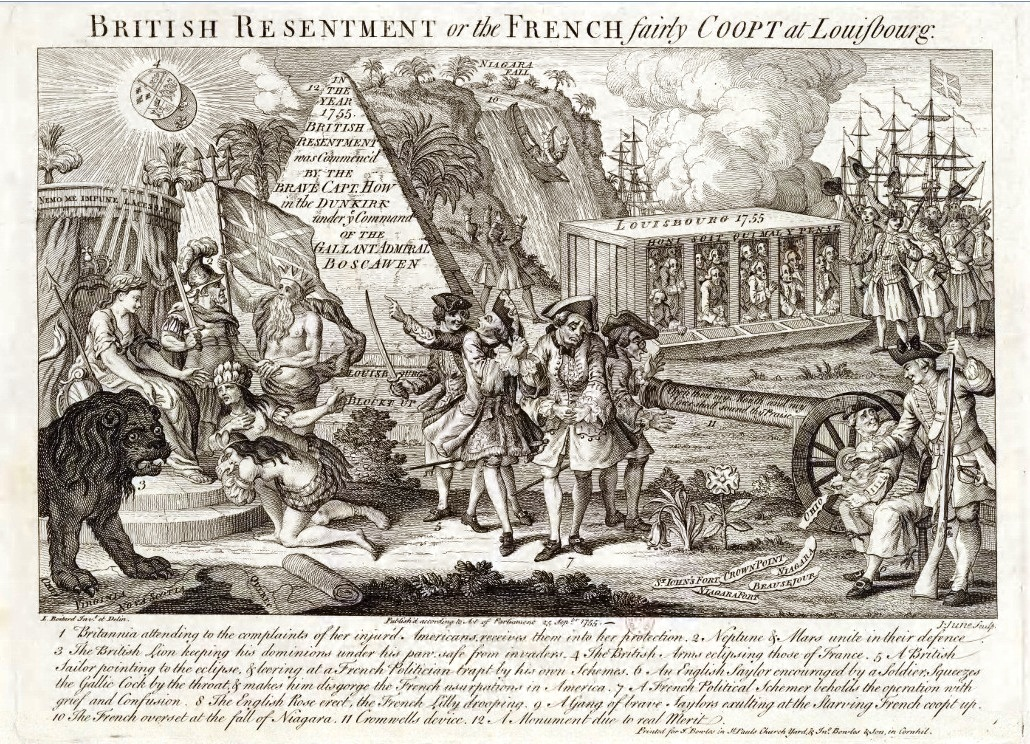
Louisbourg est perçue en Nouvelle-Angleterre comme une menace insupportable et suscite une active propagande anti-française.
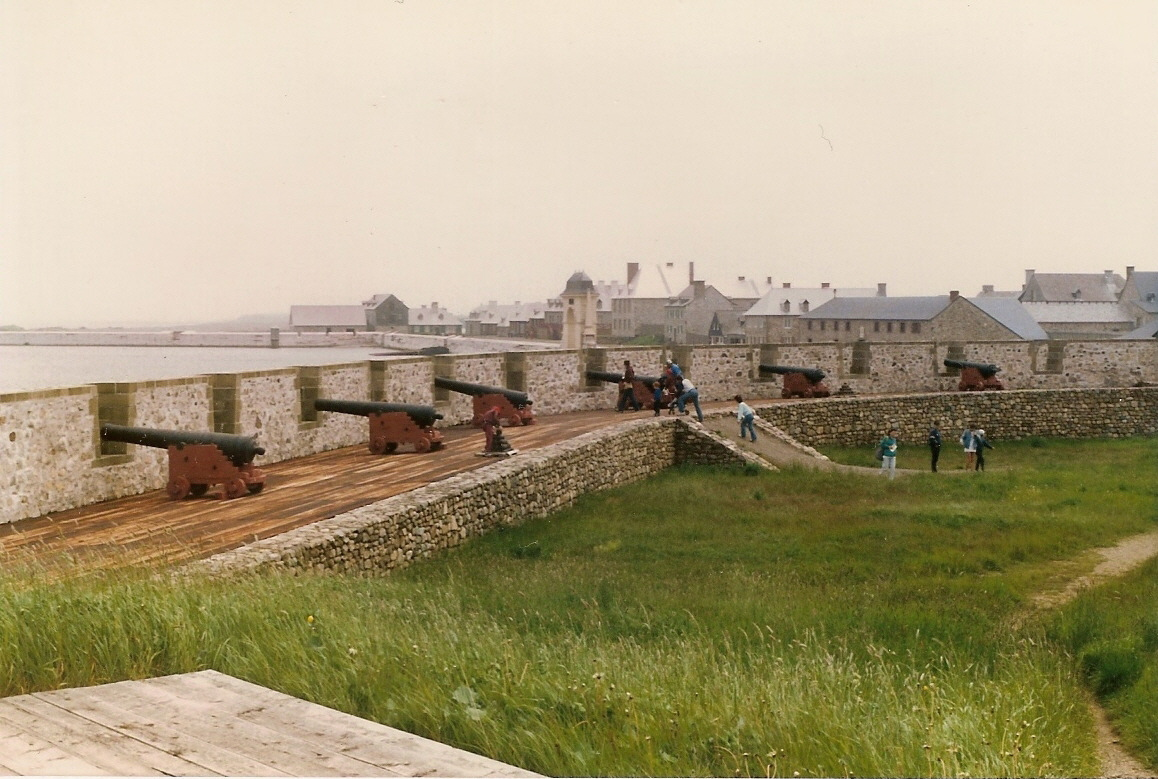
Louisbourg, construite sur les crédits de la Marine royale française dispose d'une puissante artillerie (reconstitution).
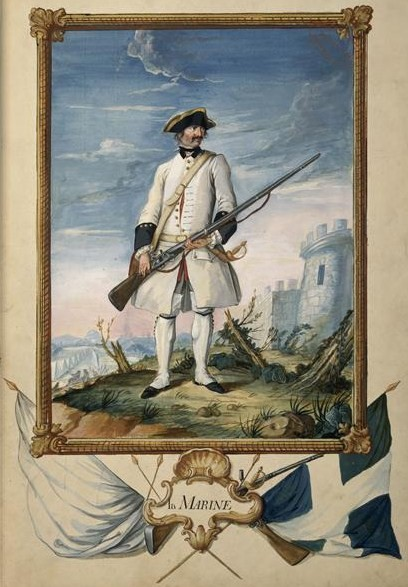
Louisbourg a été pourvue d'une importante garnison dont de nombreux soldats des troupes de marine.
Vue générale du siège en 1758. L’Angleterre, après une première tentative en 1757, y affecte des moyens considérables.
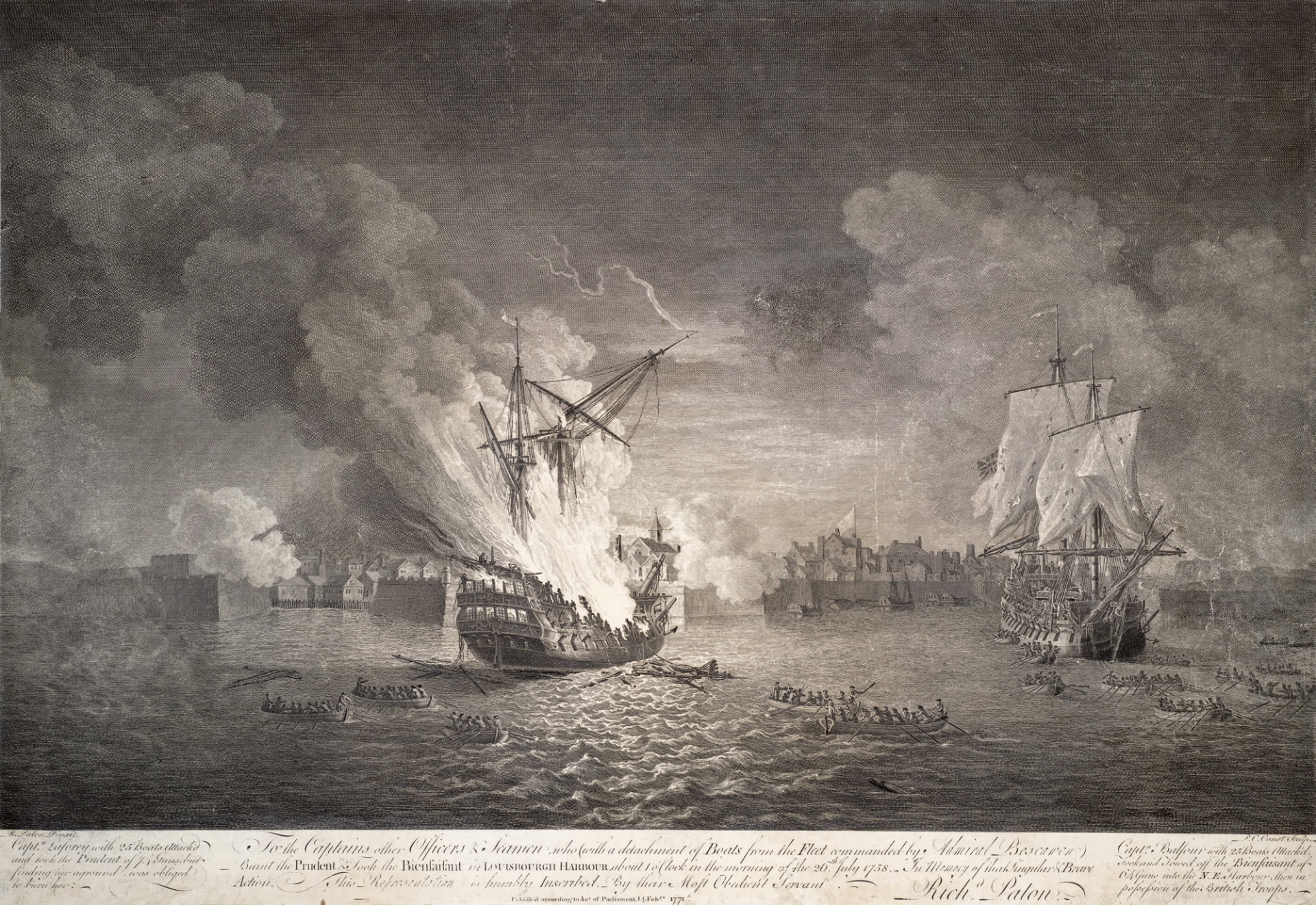
Incendie et capture des vaisseaux français. Le siège est aussi une lourde défaite navale qui coûte onze bâtiments à la Marine royale.
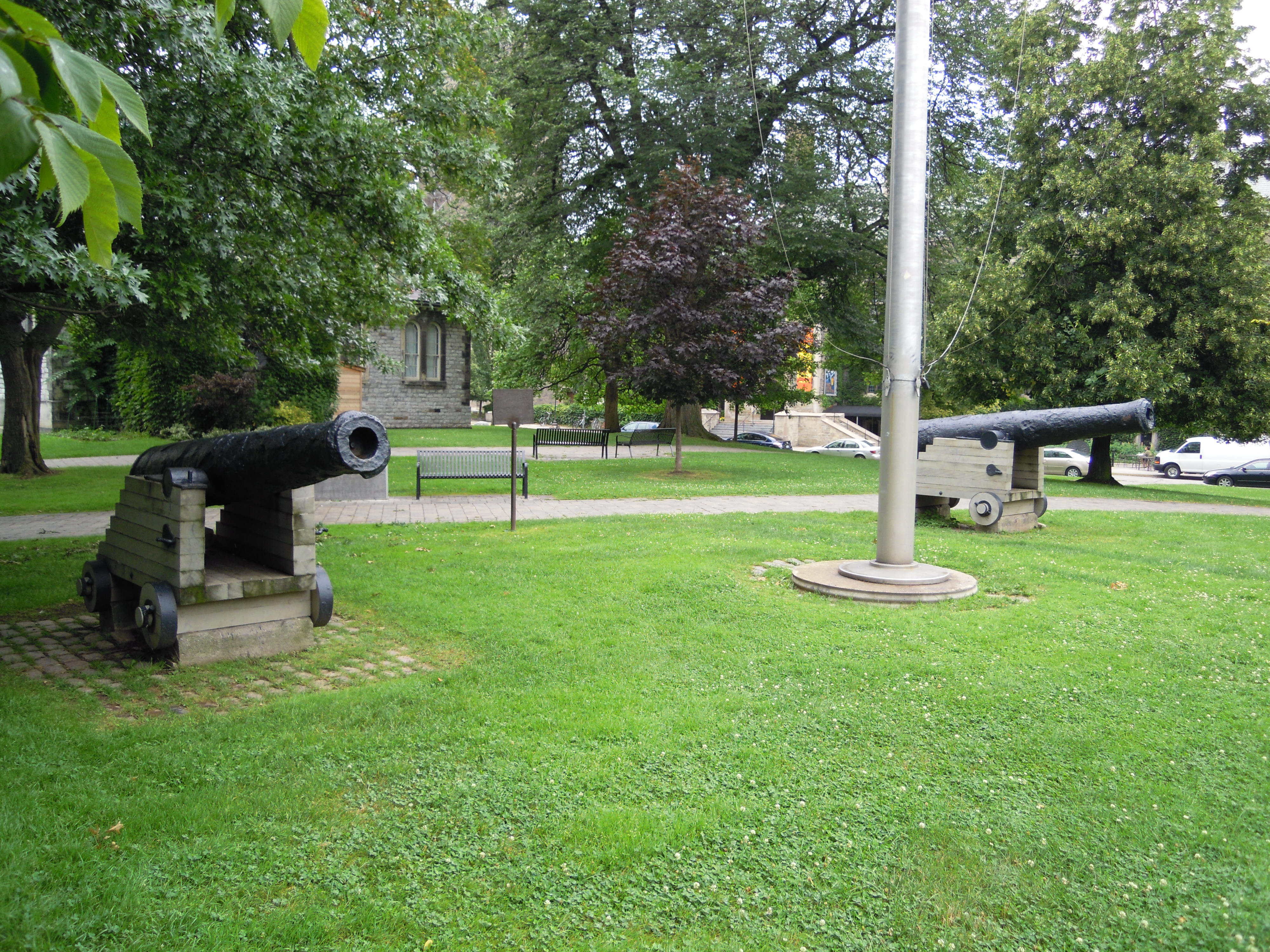
Deux canons de Louisbourg installés à Toronto comme trophées après la chute de la place.
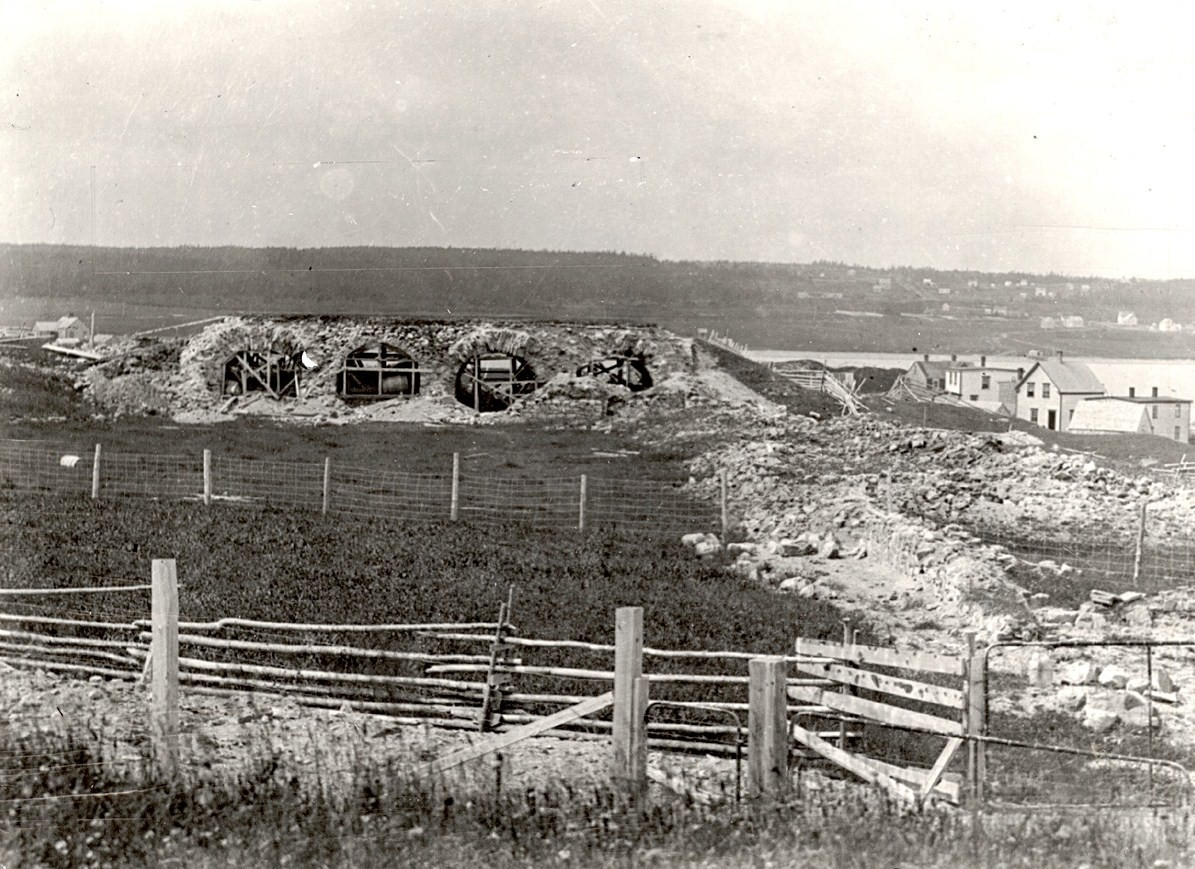
Les ruines de la forteresse en 1907. La place est laissée à l'abandon après sa destruction en 1760 et sert de carrière.

### Sources et bibliographie
: document utilisé comme source pour la rédaction de cet article.
En français
- A.J.B. Johnston (trad. de l'anglais), 1758, La finale. Promesses, splendeur et désolation de la dernière décennie de Louisbourg, Québec, Presses de l'Université Laval, 2011, 436 p. (ISBN 978-2-7637-9060-2).
- Louis Le Jeune, « Louisbourg », dans Dictionnaire général de biographie, histoire, littérature, agriculture, commerce, industrie et des arts, sciences, mœurs, coutumes, institutions politiques et religieuses du Canada, vol. II, Ottawa, Université d’Ottawa, 1931, pp. 176-177 (extrait sur le site Marianopolis).
- Jean Meyer et Jean Béranger, La France dans le monde au XVIIIe siècle, Paris, éditions Sedes, coll. « Regards sur l'histoire », 1993, 380 p. (ISBN 2-7181-3814-9).
- Michel Vergé-Franceschi (dir.), Dictionnaire d'histoire maritime, Paris, éditions Robert Laffont, coll. « collection Bouquins », 2002, 1508 p. (ISBN 2-221-08751-8).
- Rémi Monaque, Une histoire de la marine de guerre française, Paris, éditions Perrin, 2016, 526 p. (ISBN 978-2-262-03715-4).
- Patrick Villiers, Jean-Pierre Duteil et Robert Muchembled (dir.), L’Europe, la mer et les colonies, XVIIe-XVIIIe siècle, Paris, Hachette supérieur, coll. « Carré Histoire » (no 37), 1997, 255 p. (ISBN 2-01-145196-5).
- Patrick Villiers, Des vaisseaux et des hommes : La marine de Louis XV et de Louis XVI, Paris, Fayard, coll. « Histoire », 2021, 416 p. (ISBN 978-2-213-68127-6)
- André Zysberg, Nouvelle Histoire de la France moderne, vol. 5 : La monarchie des Lumières, 1715-1786, Seuil, coll. « Points » (no H211), 2002.
- Jean Meyer et Martine Acerra, Histoire de la marine française : des origines à nos jours, Rennes, Ouest-France, 1994, 427 p. [détail de l’édition] (ISBN 2-7373-1129-2, BNF 35734655).
- Lucien Bély, Les relations internationales en Europe (XVIIe – XVIIIe siècle), Presses universitaires de France, coll. « Thémis », 1992, 773 p. (ISBN 2-13-056294-9).
- Paul Chack, « L'homme d'Ouessant : Du Chaffault », dans Marins à la bataille : Des origines au XVIIIe siècle, Paris, Le Gerfaut, 2001 (1re éd. 1931) (présentation en ligne), p. 187-420.
- Cécile Perrochon, « La bataille des Cardinaux et le blocus de la Vilaine », Les Cahiers du Pays de Guérande, Société des Amis de Guérande,‎ 2011 (ISSN 0765-3565)
- Laurent Veyssière (dir.) et Bertrand Fonck (dir.), La guerre de Sept Ans en Nouvelle-France, Québec, Septentrion (Canada) et PUPS (France), 2012, 360 p. (ISBN 978-2-89448-703-7)
- Jean-Michel Roche (dir.), Dictionnaire des bâtiments de la flotte de guerre française de Colbert à nos jours, t. 1, de 1671 à 1870, éditions LTP, 2005, 530 p. (lire en ligne).
- Onésime Troude, Batailles navales de la France, t. 1, Paris, Challamel aîné, 1867-1868, 453 p. (lire en ligne).
- Henri-Raymond Casgrain, Guerre du Canada. 1756-1760, t. 1, Imprimerie L.-J. Demers et frère (Québec), 1891 (lire en ligne).
- Georges Lacour-Gayet, La Marine militaire de la France sous le règne de Louis XV, Honoré Champion éditeur, 1910 (1re éd. 1902) (lire en ligne).

En anglais
- (en) John Stewart McLennan, Louisbourg, from its foundation to its fall, 1713-1758, Londres, Macmillan, 1918, 528 p. (lire en ligne).
- (en) René Chartrand, Louisbourg 1758, Osprey Publishing, 2000  (ISBN 1-84176-217-2).
- (en) René Chartrand, French Fortresses in North America 1535-1763 : « Québec, Montréal, Louisbourg and New Orleans », Osprey Publishing.
- (en) A.J.B. Johnston, Endgame 1758: The Promise, the Glory and the Despair of Louisbourg's Last Decade, Cape Breton University Press, 2007  (ISBN 978-1-897009-20-8).